# Goniopteroloba pangeanensis
Goniopteroloba pangeanensis är en fjärilsart som beskrevs av Louis Beethoven Prout 1958. Goniopteroloba pangeanensis ingår i släktet Goniopteroloba och familjen mätare. Inga underarter finns listade i Catalogue of Life.